# Effectendepot
In een effectendepot worden effecten voor een klant bewaard. Een effectendepot is het totaal van alle effecten dat een bewaarbedrijf (meestal een bank) voor een klant in open bewaring heeft. Als een belegger bij meerdere bewaarbedrijven een effectendepot heeft, dan wordt het geheel van alle effecten een effectenportefeuille genoemd.
Tot het invoeren van de verplichte elektronische registratie in 2008 werden effecten bewaard in een (bank)kluis.
De financiële instelling voert het administratieve beheer over het effectendepot. Als effecten worden gekocht, dan worden die in het depot bijgeboekt.  Verkooptransacties worden afgeboekt. Rente of dividend die tot uitkering komt, en de aflossing van obligaties worden geboekt op een bijbehorende bankrekening, na afhouding van de roerende voorheffing. Voor het beheer van het depot vraagt de instelling een jaarlijkse vergoeding per lijn, of forfaitair.
De klant wordt geïnformeerd over beheershandelingen en over mutaties in zijn depot. Na het einde van het kalenderjaar volgt een opgave ten behoeve van de belastingaangifte.
Onbeheerde effecten of rekeningen, waarvan de eigenaar niet meer kunnen worden opgespoord, worden overgedragen aan de Dienst slapende rekeningen. De eigenaar, of de erfgenamen, kunnen de tegoeden later alsnog recupereren.